# Giro d’Italia 1995
Der 78. Giro d’Italia wurde in 22 Etappen vom 13. Mai bis zum 4. Juni 1995 ausgetragen und vom Schweizer Tony Rominger gewonnen.
Rominger gewann alle drei Einzelzeitfahren und gewann die Rundfahrt überlegen. Dabei profitierte er auf den Bergetappen auch von der Uneinigkeit der Zweit- und Drittplatzierten Eugeni Berzin und Piotr Ugrumov, die, obwohl Teamkollegen, eher ein Rennen gegeneinander als gegen Rominger fuhren.

## Verlauf
| Etappe | von                    | nach                        | km       | Gewinner                  | Nation     |
| ------ | ---------------------- | --------------------------- | -------- | ------------------------- | ---------- |
| 1      | Perugia (PG)           | Terni (TR)                  | 205      | Mario Cipollini           | Italien    |
| 2      | Foligno (PG)           | Assisi (PG)                 | 19 (EZF) | Tony Rominger             | Schweiz    |
| 3      | Spoleto (PG)           | Marotta (PU)                | 161      | Mario Cipollini           | Italien    |
| 4      | Mondolfo (PU)          | Loreto (AN)                 | 192      | Tony Rominger             | Schweiz    |
| 5      | Porto Recanati (AN)    | Tortoreto Lido (TE)         | 182      | Filippo Casagrande        | Italien    |
| 6      | Trani (BA)             | Tarent (TA)                 | 165      | Nicola Minali             | Italien    |
| 7      | Tarent (TA)            | Terme Luigiane (CS)         | 216      | Maurizio Fondriest        | Italien    |
| 8      | Acquappesa Marina (CS) | Monte Sirino (PZ)           | 209      | Laudelino Cubino González | Spanien    |
| 9      | Terme La Calda (PZ)    | Salerno (SA)                | 165      | Rolf Sørensen             | Dänemark   |
| 10     | Telese Terme (BN)      | Maddaloni (CE)              | 42 (EZF) | Tony Rominger             | Schweiz    |
| 11     | Pietrasanta (LU)       | Il Ciocco (LU)              | 175      | Enrico Zaina              | Italien    |
| 12     | Borgo a Mozzano (LU)   | Cento (FE)                  | 201      | Ján Svorada               | Tschechien |
| 13     | Pieve di Cento (BO)    | Rovereto (TN)               | 218      | Pascal Richard            | Schweiz    |
| 14     | Trient (TN)            | Schnalstal (BZ)             | 240      | Oliverio Rincón           | Kolumbien  |
| 15     | Schnalstal (BZ)        | Lenzerheide (Schweiz)       | 185      | Mariano Piccoli           | Italien    |
| 16     | Lenzerheide (Schweiz)  | Treviglio (BG)              | 224      | Giuseppe Citterio         | Italien    |
| 17     | Cenate (BG)            | Selvino (BG)                | 43 (EZF) | Tony Rominger             | Schweiz    |
| 18     | Stradella (PV)         | Basilika von Vicoforte (CN) | 221      | Denis Zanette             | Italien    |
| 19     | Mondovì (CN)           | Pontechianale (CN)1         | 130      | Pascal Richard            | Schweiz    |
| 20     | Briançon (Frankreich)  | Gressoney-Saint-Jean (AO)   | 203      | Serhij Uschakow           | Ukraine    |
| 21     | Pont-Saint-Martin (AO) | Luino (VA)                  | 190      | Eugeni Berzin             | Russland   |
| 22     | Luino (VA)             | Mailand (MI)                | 148      | Giovanni Lombardi         | Italien    |

1Die Etappe sollte in Briançon (Frankreich) enden, wurde aber wegen der Sperrung des Col Agnel verkürzt.
Das Rosa Trikot wurde von zwei verschiedenen Fahrern getragen:
- Mario Cipollini ( Italien): 1. Etappe
- Tony Rominger ( Schweiz): von der 2. Etappe bis zum Ziel

## Endstand

### Gesamtwertung
| Rang | Name                 | Nationalität | Zeit      |
| ---- | -------------------- | ------------ | --------- |
| 1    | Tony Rominger        | Schweiz      | 97h39'50" |
| 2    | Eugeni Berzin        | Russland     | 4'13"     |
| 3    | Piotr Ugrumov        | Lettland     | 4'55"     |
| 4    | Claudio Chiappucci   | Italien      | 9'23"     |
| 5    | Oliverio Rincón      | Kolumbien    | 10'03"    |
| 6    | Pawel Tonkow         | Russland     | 11'31"    |
| 7    | Enrico Zaina         | Italien      | 13'40"    |
| 8    | Heinz Imboden        | Schweiz      | 16'23"    |
| 9    | Georg Totschnig      | Österreich   | 18'05"    |
| 10   | Francesco Casagrande | Italien      | 18'50"    |

### Andere Wertungen
- Intergiro: Tony Rominger ( Schweiz)
- Punkte: Tony Rominger ( Schweiz)
- Berg: Mariano Piccoli ( Italien)